# Rally de Capitán Sarmiento
El Rally de Capitán Sarmiento es una competición del Campeonato Federal de Rally. Se desarrolla en caminos de tierra y rocas en Capitán Sarmiento, Buenos Aires. En las condiciones atmosféricas habituales durante la época de la competición, se levanta mucho polvo en los caminos y las temperaturas son elevadas, circunstancias ambas características de esta carrera realizada como la primera fecha febrero o principios de marzo. Pero lo más notable del Rally es la prueba especial de Las Vizcacheras. El rally es conocido por ser muy duro para los competidores y sus vehículos[cita requerida]. En 2008 obtuvo la distinción de "Rally del Año".

## Información general
El Rally se ha desarrollado desde el 2006 por el Club de la Luisa (CLL), haciéndolo uno de los rallys que aún se celebran más interesantes. Muchos corredores de Rally han participado en este evento incluyendo a: Cristian Confetti, Luis María Vega, Fernando Dipietro, Arturo Abella Nazar, Sergio Benetti y Rodrigo Alenaz, entre otros.
Debido a la naturaleza del rally con una combinación de caminos duros y largos en condiciones de mucho polvo y calor, se considera uno de los más duros en el circuito federal de la especialidad. No es de extrañar que muchos pilotos (privados en su mayoría) abandonen dicha prueba sin poder incluso reengancharse. Incluso se pueden ver partes de los coches desperdigadas por los tramos debido a su extrema dureza. Los vehículos utilizados en la carrera deben acondicionarse para las etapas que enfrentan terreno rocoso y altas velocidades. Los conductores y navegantes enfrentan temperaturas de hasta 50°C dentro de la cabina. Es una de las pruebas más duras del calendario donde muchos pilotos afirman que aquí lo importante es acabar como se pueda.
En 2008, se introdujo una nueva prueba especial llamada Las Vizcacheras.

## Ganadores
- 2009 - Walter Rodriguez, Mitsubishi Lancer Evo IX
- 2008 – Alejandro Levy, Mitsubishi Lancer Evo IX
- 2007 – Daniel Marrocchi, Mitsubishi Lancer Evo VI
- 2006 – Daniel Marrocchi, Mitsubishi Lancer Evo VI